# San José (kanton)
San José, kanton u istoimenoj kostarikanskoj provinciji utemeljen 1848. godine. Glavni grad kantona je istoimeni grad San José. Kanton se prostire se na 44.62 km², a podijeljen je na 11 distrikata. Populacija: 2011.: 288.054.
Povijest grada započinje 1751. kada u taj kraj dolazi biskup Morel. Prvo naselje imalo je svega 11 kuća od gline i 15 od slame. Grad se počeo razvijeti u 2. polovici 18. stoljeća i to zahvaljujući kavi, a isprva je nazvan Villa Nueva de la Boca del Monte, a kasnije San Jose koji će 1805. imati 8.312 stanovnika; 1815. (11.587) i 1824. (15.472). 

## Distrikti
- District br. 1: Carmen (NE)
- District 2:  Merced (NW)
- District 3:  Hospital (SW)
- District 4:  Catedral (SE)
- District 5:  Zapote
- District 6:  San Francisco de Dos Ríos
- District 7:  Uruca
- District 8:  Mata Redonda, Morenos
- District 9:  Pavas
- District 10:  Hatillo
- District 11:  San Sebastián